# Somogyszob
Somogyszob ist eine ungarische Gemeinde im Kreis Nagyatád im Komitat Somogy.

## Geografische Lage
Somogyszob liegt ungefähr neun Kilometer nordwestlich der Stadt Nagyatád. Nachbargemeinden sind Bolhás und Segesd.

## Sehenswürdigkeiten
- Brunnen (Díszkút), erschaffen von Katalin Spanics
- Evangelische Kirche, erbaut 1941
- Reformierte Kirche, erbaut 1788
- Römisch-katholische Kirche Szentháromság, erbaut 1795–1805, restauriert 2007

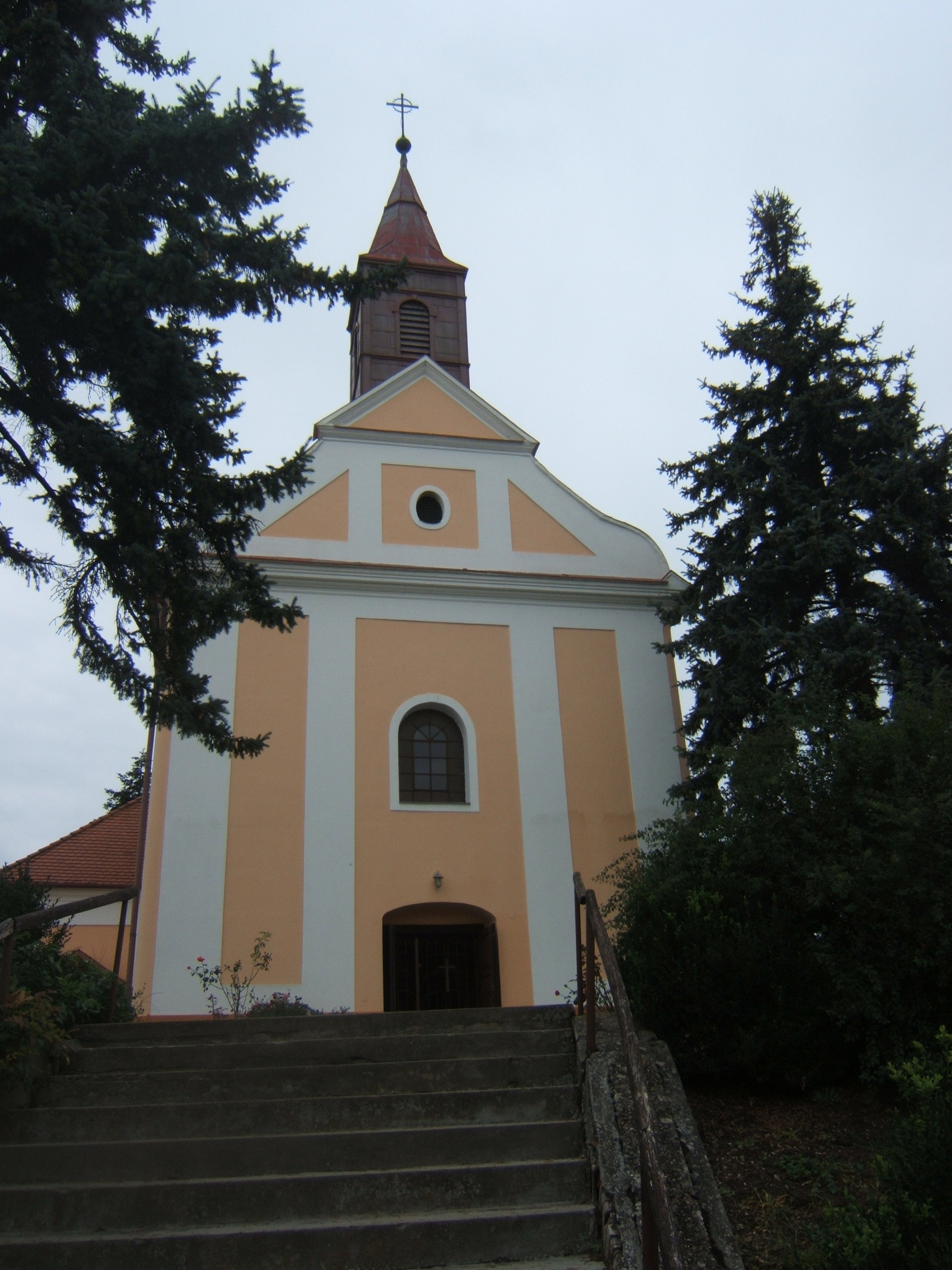
Röm.-kath. Kirche Szentháromság
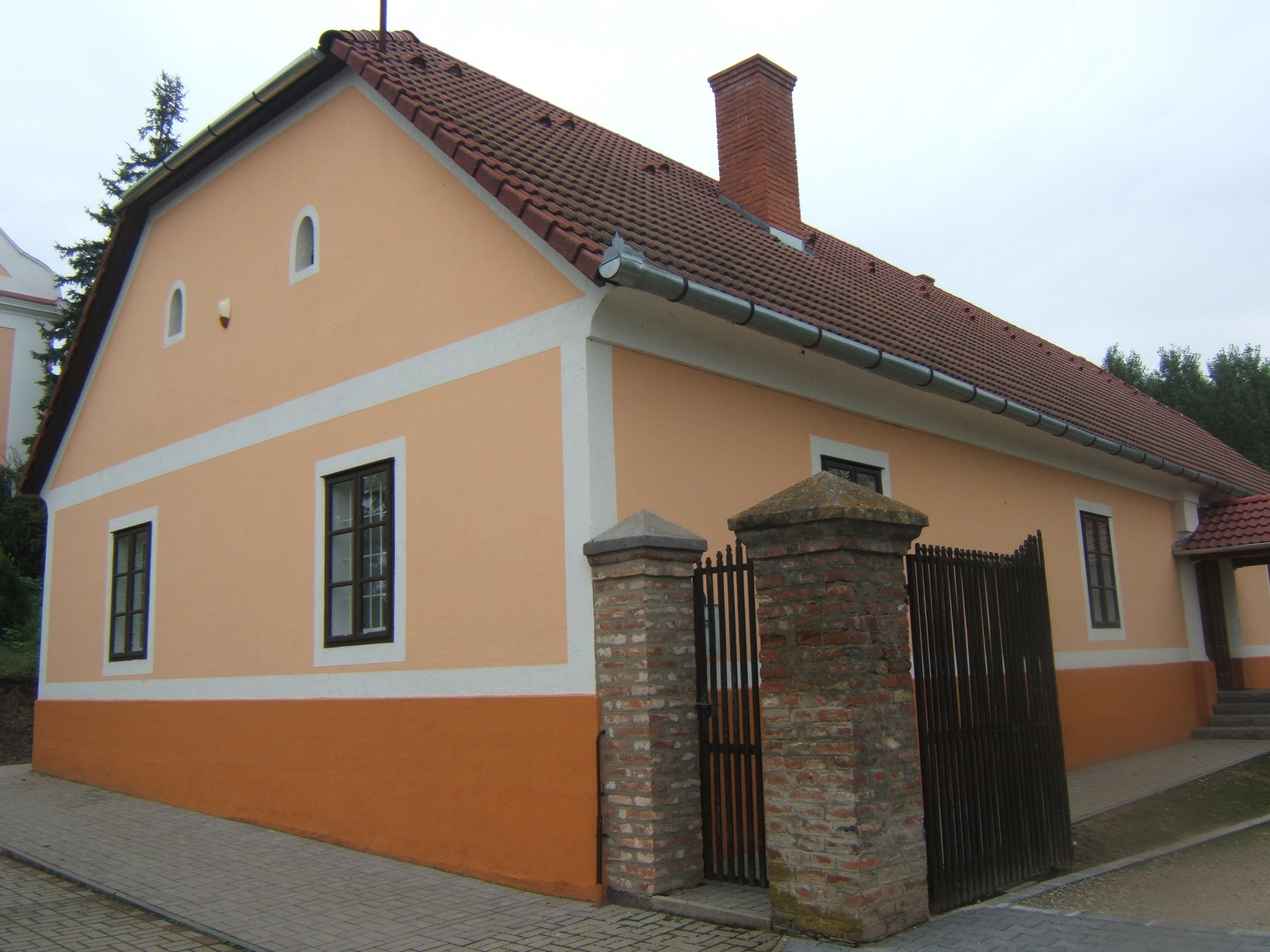
Pfarrhaus

## Verkehr
Durch Somogyszob verläuft die Landstraße Nr. 6814. Die Gemeinde ist angebunden an die Eisenbahnstrecke von Gyékényes nach Dombóvár, zudem besteht eine Bahnverbindung nach Nagyatád.